# Kennet Ahl
Kennet Ahl ist das Pseudonym des schwedischen Schriftstellers und Schauspielers Lasse Strömstedt (1935–2009) und des schwedischen Regisseurs, Drehbuchautors und Schriftstellers Christer Dahl (* 1940). Sie debütierten zusammen 1974 mit Grundbulten und schrieben in Folge weitere Kriminalromane. 
Kennet Ahl ist auch der Name eines kriminellen Charakters, der sich als Verfasser der unten genannten Werke ausgibt.

## Werke
- Grundbulten, 1974
- Lyftet, 1976 (1978 verfilmt)
- Rävsaxen, 1978
- Slutstationen, 1980
- Mordvinnaren, 1987
- Hämndemännen, 1991
- Högriskbegravning, 2006